# Seznam slovenskih tenisačev

## A
- Timotej Adamič
- Gregor Aljančič

## B
- Aljaž Bedene
- Andraž Bedene
- Evgen Bergant
- Miron Bleiweis
- Grega Boh
- Iztok Božič
- Svetla Božičnik
- Boris Breskvar

## C
- Miran Cedilnik

## Č
- Maša Čemažar
- Pia Čuk

## D
- Tom Kočevar Dešman
- Sebastian Dominko

## E
- Veronika Erjavec

## F
- Živa Falkner
- Aleš Filipčič
- Tadeja Florjančič

## G
- Anja Gal
- Kristina Godec
- Aleš Golja (trener)
- Luka Gregorc
- Alenka Grmovšek
- Leo Grmovšek

## H
- Polona Hercog
- Tina Hergold

## J
- Dalila Jakupović
- Joško Janša
- Nina Janžekovič
- Rok Jarc
- Mima Jaušovec
- Tjaša Jezernik
- Andraž Jovanovič
- Noka Jurič
- Blaž Jurjec
- Matjaž Jurman
- Kaja Juvan
- Aljaž Jeran

## K
- Kim Kambič
- Jaka Kaplja
- Jasmina Kajtazovič
- Blaž Kavčič
- Saša Klaneček
- Metod Klemenc Metod Klemenc (1934-2023)
- Andreja Klepač
- Aleš Kobav (trener)
- Tom Kočevar Dešman
- Nastja Kolar
- Igor Košak
- Milan Košnik (trener)
- Neno Košorok (trener, prof. FŠ)
- Katja Kovač
- Andrej Kračman
- Andrej Kraševec - trener
- Tina Križan
- Simon Krumpak
- Gregor Krušič

## L
- Sven Lah
- Pia Lovrič
- Karin Lušnic

## M
- Tadeja Majerič
- Mojca Manfreda (trenerka)
- Maja Matevžič
- Ela Nala Milić
- Miha Mlakar (trener, raziskovalec)
- Barbara Mulej
- Matjaž Mulej

## O
- Boštjan Ošabnik

## P
- Erazem B. Pintar (trener)
- Stane Pintar – Pinč
- Alenka Pipan
- Špela Pipan
- Manca Pislak
- Tina Pisnik
- Tjaša Planinšek
- Marko Por
- Nina Potočnik
- Moni Potrč
- Maša Požar
- Tomas Lipovšek Puches

## R
- Aljaž Radinski
- Nika Radišić
- Špela Rajh
- Petra Rampre
- Zora Ravnik 1892 - ?
- Ivo Razboršek (1923-96)
- Nik Razboršek
- Polona Reberšak
- (Ciril Ribičič)
- Blaž Rola

## S
- Eza Sernec Maire
- Janez Semrajc
- Uroš Sever
- Gregor Sok (trener)
- Katarina Srebotnik
- Maks Svenšek

## Š
- Natalija Šipek
- Ana Škafar
- Aleksander Škulj
- Irena Škulj
- Karmen Škulj
- Tjaša Šrimpf

## T
- Zmago Tajnšek
- Tomislav Ternar
- Marko Tkalec
- Andraž Tome (trener)
- Stojan Tomovič
- Blaž Trupej

## U
- Mike Urbanija
- Borut Urh

## V
- Leon Vidic ?
- Ljuban Vodeb - Dado
- Srečko Voglar - Tedi

## Z
- Eva Zagorac
- Maša Zec Peškirič

- Matija Zgaga
- Tamara Zidanšek

## Ž
- Grega Žemlja
- Marsel Žnuderl
- Aljoša Žvirc